# 愛知県道353号大平折平線
愛知県道353号大平折平線 （あいちけんどう353ごう おおだいらおりだいらせん）は、愛知県豊田市内を通る一般県道である。

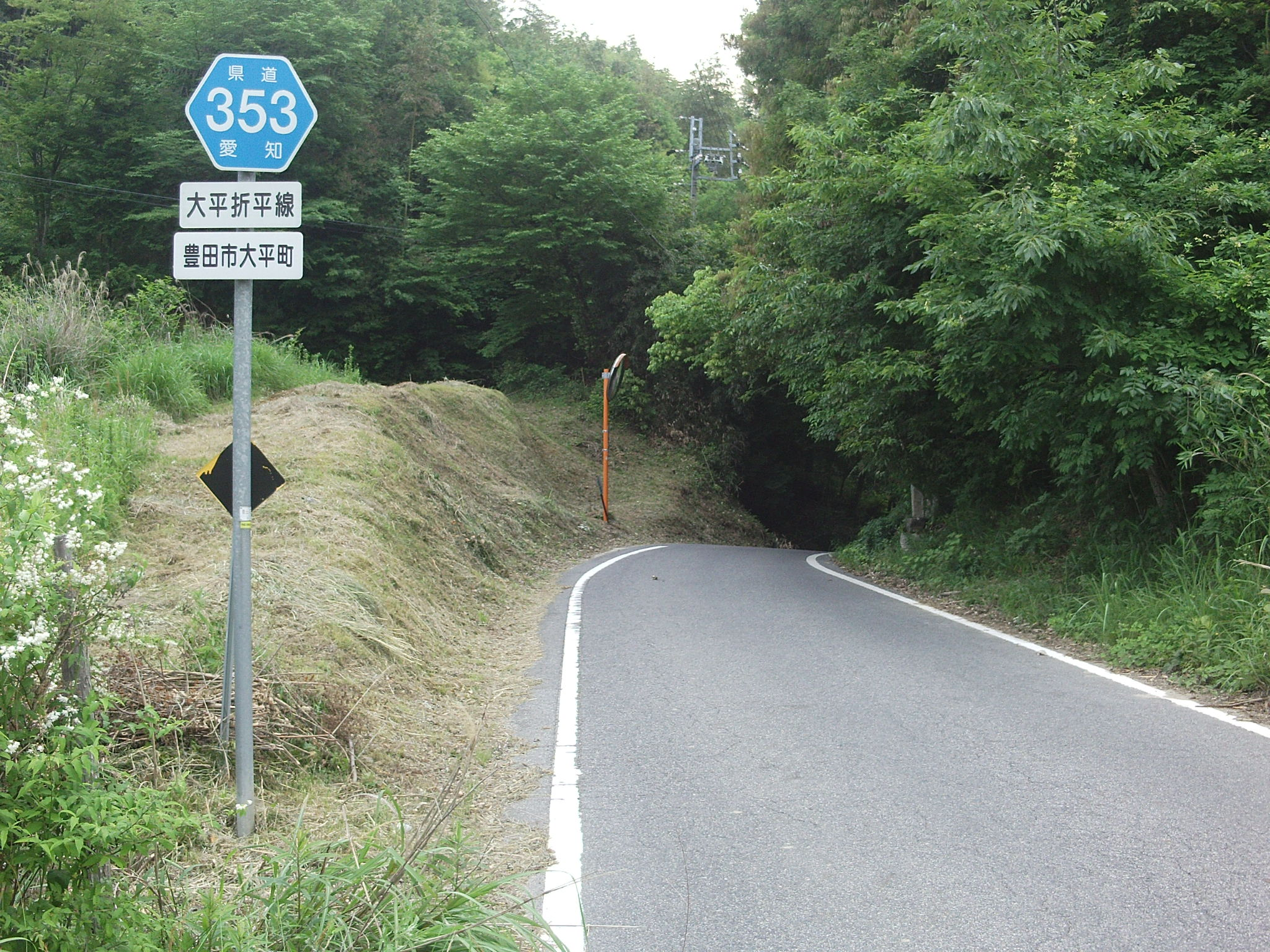
大平町。起点付近は拡幅されているが、少し進むと民家も疎らな狭い道となる。

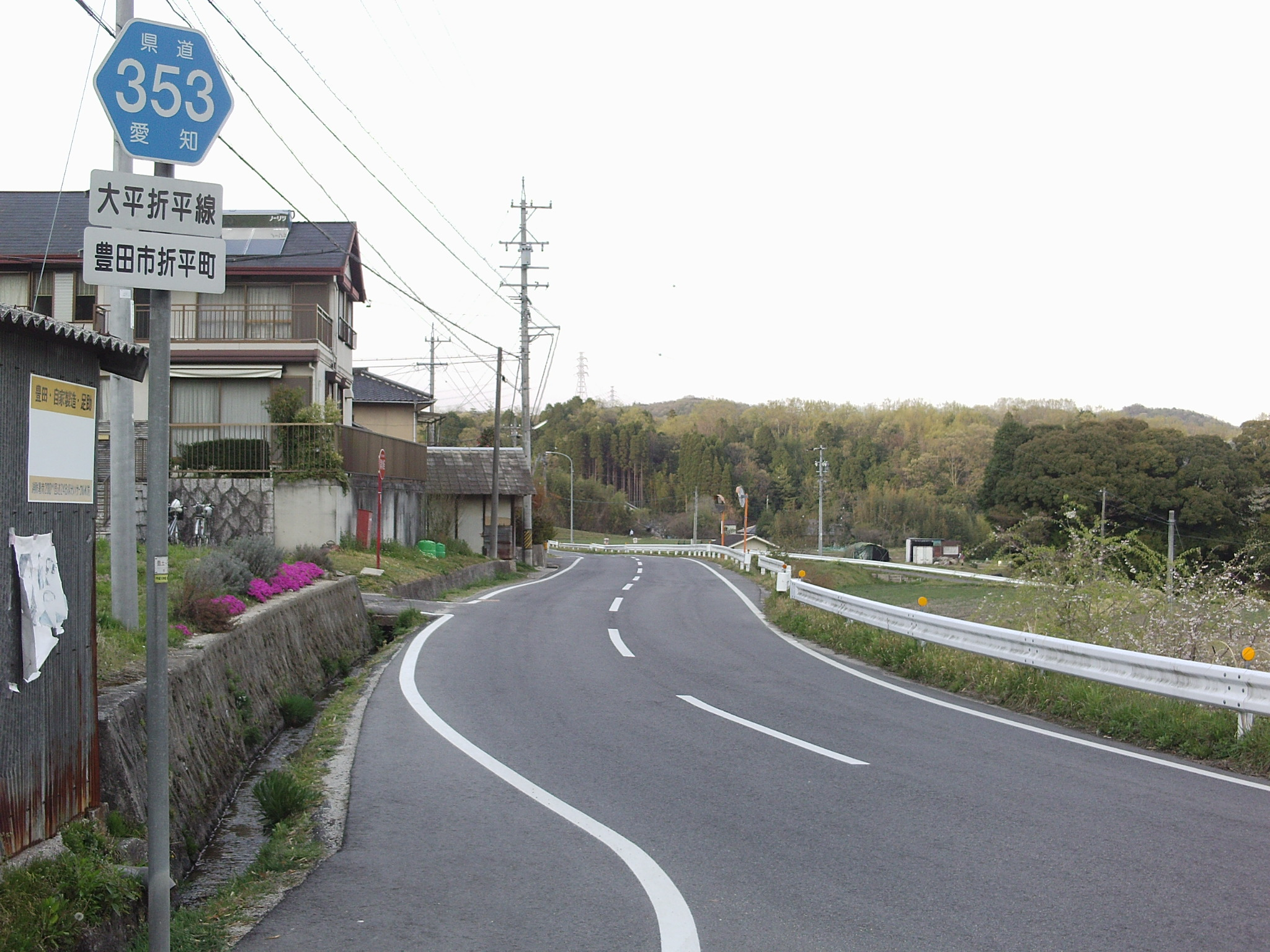
折平町（終点）。折平や愛知県道352号上渡合土岐線と重複する区間は2車線のゆとりのある道路である。

## 概要

### 路線データ
- 起点：愛知県豊田市大平町
- 終点：愛知県豊田市折平町
- 延長：約8.2km

## 沿革
- 1959年12月15日：認定

## 地理

### 通過する自治体
- 愛知県
  - 豊田市

### 交差する道路
- 愛知県道19号土岐足助線（起点）
- 愛知県道13号豊田多治見線 重複区間
- 愛知県道352号上渡合土岐線 重複区間
- 愛知県道33号瀬戸設楽線（終点）

### 沿線・周辺
- 豊田市立石畳小学校